# Galearctus
Galearctus is een geslacht van kreeftachtigen uit de familie van de Scyllaridae.

## Soorten
- Galearctus aurora (Holthuis, 1982)
- Galearctus avulsus Yang, Chen & Chan, 2011
- Galearctus kitanoviriosus (Harada, 1962)
- Galearctus lipkei Yang & Chan, 2010
- Galearctus rapanus (Holthuis, 1993)
- Galearctus timidus (Holthuis, 1960)
- Galearctus umbilicatus (Holthuis, 1977)